# Clinics in Perinatology
Clinics in Perinatology, abgekürzt Clin. Perinatal., ist eine wissenschaftliche Fachzeitschrift, die vom Elsevier-Verlag veröffentlicht wird. Die Zeitschrift erscheint mit vier Ausgaben im Jahr. Es werden Arbeiten aus dem Bereich der Perinatologie veröffentlicht.
Der Impact Factor lag im Jahr 2014 bei 2,441. Nach der Statistik des ISI Web of Knowledge wird das Journal mit diesem Impact Factor in der Kategorie Pädiatrie an 26. Stelle von 119 Zeitschriften und in der Kategorie Gynäkologie und Geburtshilfe an 19. Stelle von 79 Zeitschriften geführt.